# Gustavo Garzón
Gustavo Aníbal Garzón (Buenos Aires, 25 de mayo de 1955) es un actor y director argentino.
Es padre, con la actriz Alicia Zanca (1955-2012), de la también actriz Tamara Garzón.
Tiene otros tres hijos: los gemelos Juan y Mariano (también con Alicia) y Joaquín (con Ruth Alfie).
También abuelo de Miranda, hija de Tamara.

## Filmografía
Como actor
- La fiesta de todos (1979)
- Las vacaciones del amor (1981)
- Cosa de locos (1981)
- Los días de junio (1985)
- Tacos altos (1986)
- Los amores de Laurita (1986)
- Sostenido en La menor (1986)
- La clínica del Dr. Cureta (1987)
- La ciudad oculta (1989)
- El evangelio según Marcos (1991)
- Despabílate amor (1996)
- El mundo contra mí (1997)
- Qué absurdo es haber crecido  (2000)
- Gallito ciego (2001)
- Tocá para mí (2001)
- El fondo del mar (2003)
- Roma (2004)
- Una mujer sucede (2010)
- El pozo (2012)
- La plegaria del vidente (2012)
- María Libre (2014)
- El ciudadano ilustre(2016)
- Los olvidados (2018)
- Cara Sucia, con la magia de la naturaleza (2019)
- El sonido de los tulipanes (2019)
- Las noches son de los monstruos (2022)
- Los bastardos (2023)

Como director: 
- Por un tiempo (2013) con Esteban Lamothe y Ana Katz.(guion y dirección)

- Down para arriba (2019) (dirección)  Documental sobre las experiencias de sus hijos Juan y Mariano (ambos diagnosticados con Síndrome de Down) en el teatro inclusivo.

## Televisión
- Pecado mortal (1981)
- Aprender a vivir (1982)
- Amada (1983)
- Por siempre tuyo (1985)
- Rossé (1985)
- Ese hombre prohibido (1986)
- La papapada (1987)
- Sin marido (1988)
- Ella contra mí (1988)
- La extraña dama (1989)
- Así son los míos (1989)
- Amándote II (1990)
- Chiquilina mía (1991)
- Soy Gina (1992)
- Son de diez (1993)
- Los machos (1994)
- Alta comedia (1996)
- Señoras y señores (1997)
- Casa natal (1998)
- Vulnerables (1999)
- Primicias (2000)
- Tiempo final (2000)
- Cuatro amigas (2001)
- Franco Buenaventura, el profe (2002)
- Los simuladores (2002)
- Tres padres solteros (2003)
- Mystiko (2004)
- Una familia especial○ (2005)
- Vientos de agua (2006)
- Hoy me desperté (2006)
- Hechizada (2007)
- Televisión por la identidad (2007)
- Todos contra Juan (2008)
- Socias (2008)
- El pacto (2011)
- Los pibes del puente (2012)
- Historias de corazón (2013)
- Inconsciente colectivo (2013)
- Solamente vos (2013)
- Historia de un clan (2016)
- La casa del mar (2016)
- Animadores (2017)
- La fragilidad de los cuerpos (2017)
- Monzón (2019)
- El marginal (2019)
- Tu parte del trato (2019)
- Los internacionales (2020)
- Terapia alternativa (2021)
- Los protectores (2022)
- Barrabrava (2023)
- La voz ausente (2024)

## Teatro
Como actor
- Cash
- Como aprendí a manejar
- Sos vos (también es autor de esta pieza)
- Días contados
- El conventillo de la Paloma
- Paternoster
- Cómico, Stand Up
- La China
- El barrio del Ángel Gris
- Buena Gente
- Casa Valentina
- 200 Golpes de jamón serrano

Como director
- La cantante calva
- Sexo, mentiras y dinero[1]
- Video Llegaste Tú de Luis Fonsi con Juan Luis Guerra